# Sidney Farber

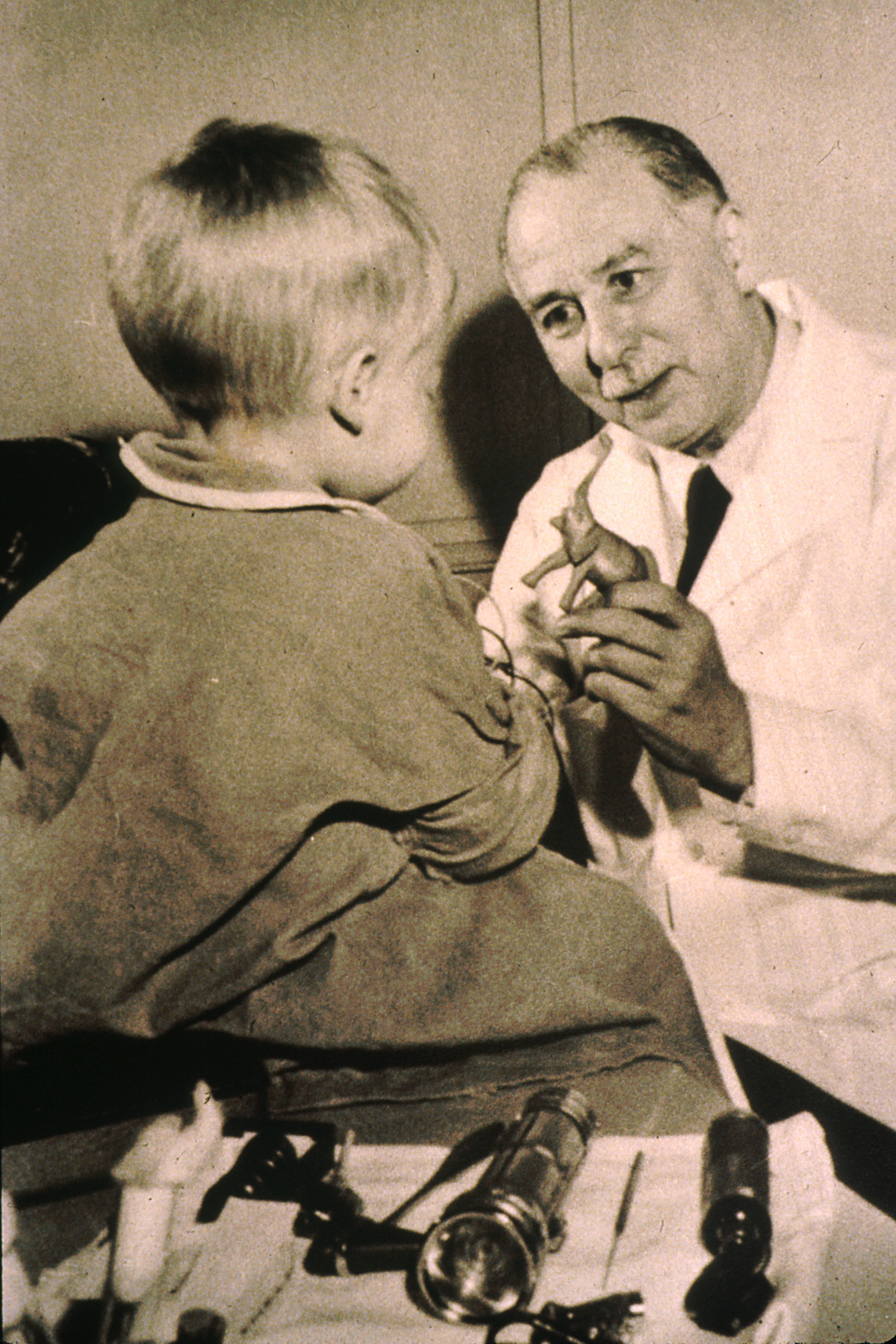
Sidney Farber um 1960

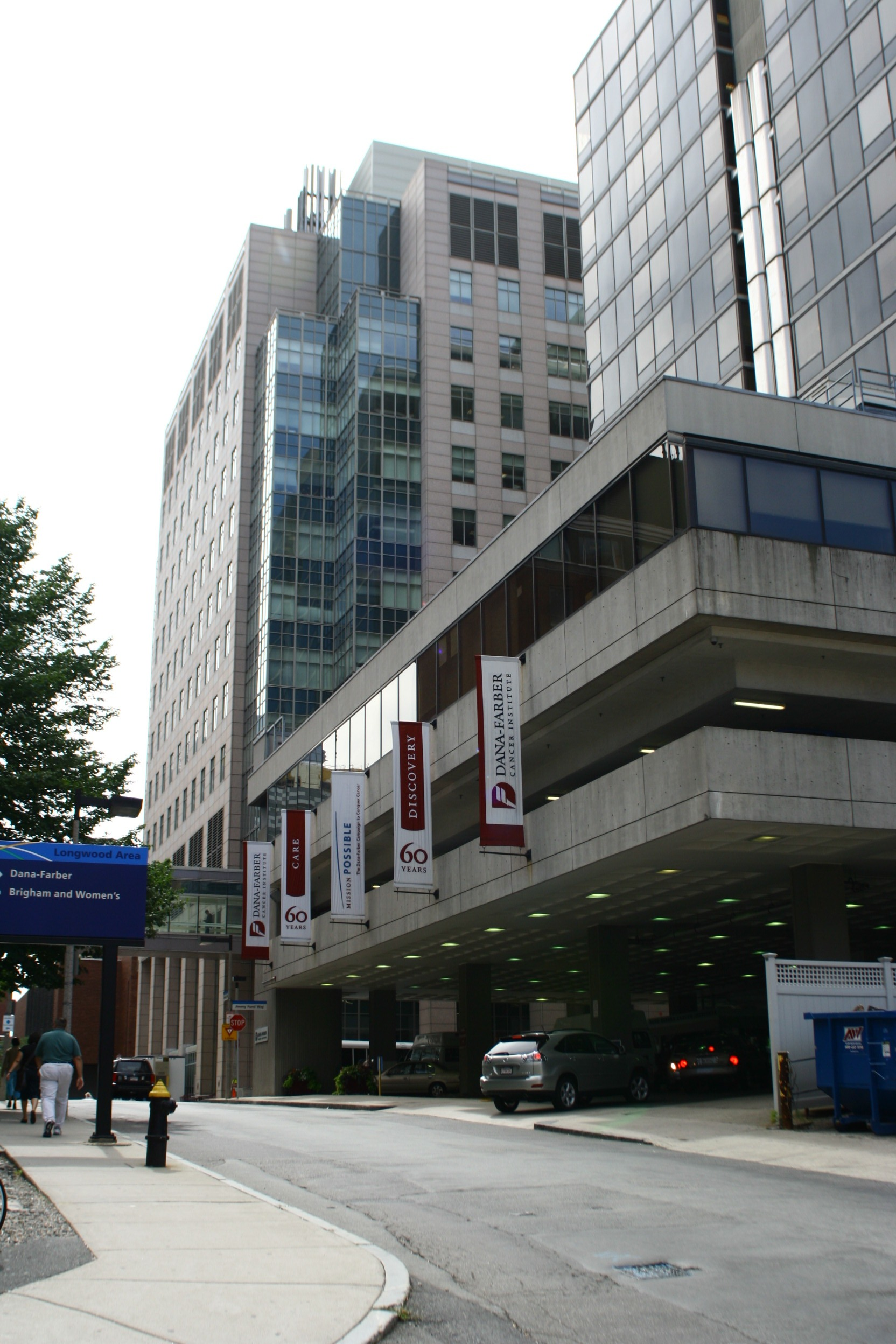
Dana Farber Gebäude in der Longwood Medical Area: links das Dana Farber building und rechts das Smith building

Sidney Farber (* 30. September 1903 in Buffalo; † 30. März 1973 in Boston) war ein US-amerikanischer Pathologe.

## Leben
Farber studierte an den Universitäten Buffalo, Heidelberg und Freiburg sowie an der Harvard University Medizin. In Boston wurde er zum M.D. promoviert. 1928 bekam er eine Assistenzstelle in der Pathologie der Harvard Medical School. Farber entdeckte als erster die zytostatische Wirkung von Aminopterin (einem Folsäure-Derivat) an Tumorzellen. Dies führte letztendlich zur Entwicklung von Methotrexat, einem bis heute wichtigen und gebräuchlichen Zytostatikum. Die Arbeiten an neuen Chemotherapeutika führte er bis zu seinem Lebensende fort.
1947 wurde er Professor für Pathologie. 1948 gründete er in Boston die Children’s Cancer Research Foundation. Bis zu seiner Emeritierung 1970 war er deren Direktor. 1974, ein Jahr nach Farbers Tod, wurde es ihm zu Ehren in Sidney Farber Cancer Institute und 1983 in Dana-Farber Cancer Institute umbenannt. Farber gilt als der Begründer der modernen Kinderpathologie.
Farber war bekannt, dass Folsäure bei einigen Anämien die normale Blutbildung förderte und wollte das 1947 auch bei Leukämie testen, fand aber dass eine Verschlimmerung eintrat, so dass im Gegenteil eine Folsäure-arme Ernährung lindernd wirkte. Danach suchte Farber nach Folsäure-Antagonisten. Die ersten synthetisierte der indische Biochemiker Yellapragada Subbarow (1895–1948), der bei Lederle Laboratories in New York war. Subbarow suchte nach Folsäure-Analoga für Anämiepatienten, stellte also Folsäure-ähnliche Substanzen her, eine davon (Aminopterin) wirkte so ähnlich, dass sie als Inhibitor einsetzbar war. Farber erzielte damit durchschlagende Erfolge bei Kindern mit Leukämie (10 von 16 zeigten zeitweise Remissionen). Mit Subbarow entwickelte er später Methotrexat, ein Folsäure-Antagonist, der auch bei anderen Krebsarten erfolgreich in der Therapie war (er blockierte das Enzym Dihydrofolatreduktase, das wichtig bei der DNA-Synthese war).
Nach Farber ist das von ihm zuerst beschriebene Farber-Syndrom benannt.
Sidney Farber war mit Norma C. Farber (geborene Holzman) seit 1928 verheiratet. Seine Frau war Kinderbuch-Autorin. Sein Bruder Marvin Farber (1901–1980) war Philosoph und Professor an der University at Buffalo.

## Auszeichnungen
- 1949 Mitglied der American Academy of Arts and Sciences
- 1966 Albert Lasker Award for Clinical Medical Research